# Топли фронт
Топли фронт је гранична зона између две ваздушне масе, у случају када се топла ваздушна маса креће према хладној, која или мирује или се креће спорије од топле.

## Настанак топлог фронта
При проласку топлог фронта хладан ваздух који је тежи се поставља у облику клина испод топлог ваздуха који се, као лакши, уздиже уз фронталну површину. Нагиб фронталне површине код топлог фронта је мањи него код хладног и он се креће спорије у односу на хладни фронт. Топли фронтови су најизраженији у области циклона.
При проласку топлог фронта долази до постепене промене времена и метеоролошких величина. Ова промена није тако нагла као код хладног фронта. 
На синоптичким картама положај топлог фронта у приземљу обележава се црвеном линијом на којој су испуњени полукружни симболи усмерени у правцу кретања фронта.

## Време у области топлог фронта
Облачни систем везан за топли фронт се формира већ на растојању од око 1000 km испред фронталне линије, где се осматрају високи облаци, и то прво цируси, а затим и циростратуси. Потом следе средњи слојевити облаци, алтостратуси, из којих понекад настају падавине. На растојању од 200 до 400 km испред линије фронта могу се осмотрити нибостратуси који доносе падавине. Падавинска зона је врло широка, и то шира зими него лети, а падавине су константне и могу трајти од 15 до 30 сати. Интензитет падавина расте са приближавањем фронта и најинтензивније су непосредно испред фронталне линије. Након проласка фронта постепено долази до престанка падавина и разведравања.

Време у области топлог фронта умногоме зависи од стабилности и влажности топле ваздушне масе. Ако је ваздух у топлој ваздушној маси која се уздиже уз фронталну површину сув и стабилан, формираће се само високи и средњи облаци, а падавине ће изостати. Ако је топла ваздушна маса веома нестабилна у близини фронталне линије може доћи до формирања кумулонимбуса који доносе временске непогоде праћене пљусковима, грмљавином и јаким ветром. 

## Промена метеоролошких величина при проласку топлог фронта
Када се топли фронт приближава атмосферски притисак опада, достиже минимум у тренутку проласка фронта, а након његовог проласка се устаљује и постепено почиње да расте. Са проласком топлог фронта температура ваздуха почиње да расте, падавине престају, а небо се разведрава. Влажност ваздуха се може повећати са његовим проласком, што може довести до формирања магле иза линије фронта. При проласку топлог фронта правац дувања ветра се мења у смеру казаљке на сату на северној Земљиној хемисфери (и обрнуто од казаљке на сату на јужној хемисфери).
Све промене метеоролошких параметара након проласка топлог фронта су постепене и спорије него при проласку хладног фронта.